# 反轉劇
《反轉劇》是韓國SBS電視臺于2004年-2006年在每個星期天晚上在人氣綜藝節目X-Man播完後播出的短劇，長度約45分鐘，由兩個故事組成，每個故事大約22分鐘左右，每次的內容都是獨立的，通常故事结局都出人意料。抛出广告时间，每个故事只有十几分钟。